# جوراشویچی
جوراشویچی (به لاتین: Đuraševići) یک منطقهٔ مسکونی در مونته‌نگرو است که در تیوات واقع شده‌است. جوراشویچی ۴۷۱ نفر جمعیت دارد.